# Ljudmila Marsowna Biktaschewa
Ljudmila Marsowna Biktaschewa (russisch Людмила Марсовна Бикташева, engl. Transkription Lyudmila Biktasheva; * 25. Juli 1974 in Kamensk-Uralski) ist eine russische Langstreckenläuferin.
Bei den Halbmarathon-Weltmeisterschaften 1999 in Palermo wurde sie Neunte und gewann Bronze mit der russischen Mannschaft. Im Jahr darauf kam sie im 10.000-Meter-Lauf der Olympischen Spiele in Sydney auf den 13. Platz.
2001 wurde sie Zehnte über 10.000 Meter bei den Weltmeisterschaften in Edmonton und belegte bei den Halbmarathon-Weltmeisterschaften in Bristol den 13. Rang.
Im Jahr darauf wurde sie Elfte beim Osaka Women’s Marathon und gewann bei den Europameisterschaften in München die Bronzemedaille über 10.000 Meter.
2003 siegte sie beim 10-km-Rennen des Ottawa Race Weekend sowie beim Bay to Breakers. Bei den Halbmarathon-Weltmeisterschaften in Vilamoura wurde sie Siebte und gewann mit der Mannschaft Gold.
2008 wurde sie Zweite beim Beach to Beacon 10K und kam bei den Halbmarathon-Weltmeisterschaften in Rio de Janeiro auf den 20. Platz.
2001 und 2002 wurde sie russische Meisterin über 10.000 Meter.

## Persönliche Bestzeiten
- 5000 m: 15:22,98 min, 9. September 2000, Yokohama
- 10.000 m: 31:04,00 min, 6. August 2002, München
- 10-km-Straßenlauf: 32:04 min, 2. August 2008, Cape Elizabeth
- Halbmarathon: 1:10:31 h, 7. Oktober 2001, Bristol
- Marathon: 2:34:39 h, 27. Januar 2002, Osaka